# Pirin
Das Pirin-Gebirge (bulgarisch Пирин, griechisch Πιρίν, antike Bezeichnung Orbelos) ist ein Hochgebirge mit stark alpinem Charakter im Südwesten Bulgariens (Provinz Blagoevgrad) an der Grenze zur Region Makedonien in Nordostgriechenland. Je nach Grenzziehung liegt das Pirin-Gebirge im oder am östlichen Rand der historisch-geografischen Landschaft Makedonien.
Es erstreckt sich auf etwa 40 km Länge von Nordwest nach Südost. Seine West-Ost-Ausdehnung beträgt rund 25 km. Höchster Gipfel ist mit 2914 m der Wichren. Das Gebirge ist zugleich Bulgariens größter Nationalpark und nimmt eine Fläche von 264,9 km² ein. Der Nationalpark Pirin wurde 1983 in die UNESCO-Liste des Weltnaturerbes aufgenommen. Der Name des Gebirges leitet sich von Perun, dem obersten Gott der slawischen Mythologie, her.

## Geologie
Entstanden im Rahmen der Alpidischen Gebirgsbildung in Europa in der erdgeschichtlichen Epoche des Neogen (Pliozän/Miozän), besteht es in seinem nördlichen Teil im Wesentlichen aus emporgehobenen metamorphen Gesteinen wie kristallinem Kalkstein und Marmor. Prägend sind dort besonders die kegel- und pyramidenförmigen Gipfel des Wichren und Kutelo.
Weiterhin finden sich Granit und Schiefer.

## Berge
2900er
- Wichren – 2914 m
- Kutelo I – 2908 m
- Kutelo II – 2907 m

2800er
- Banski Suchodol – 2884 m
- Poleschan – 2851 m

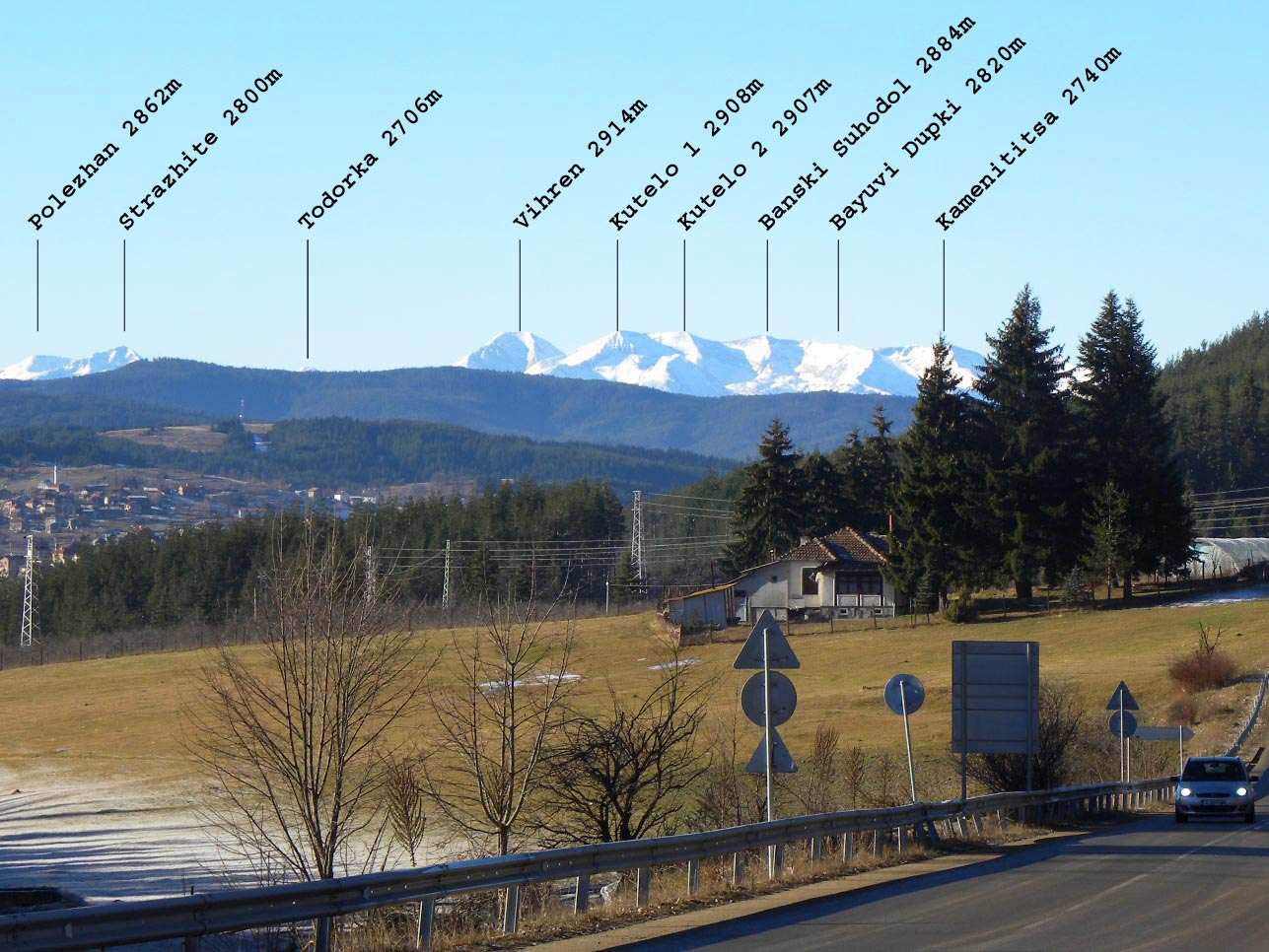
Die höchsten Gipfel des Pirin-Gebirges

- Besimenen (= namenloser Gipfel) III – 2836 m
- Kamenica – 2822 m
- Malak Poleschan – 2822 m
- Bajuwi Dupki – 2820 m
- Straschite – 2800 m
- Goljamata Strasha  – 2800 m[1]

2700er
- Malkata Strasha – 2790 m[1]
- Jalowarnika – 2763 m
- Woiwodski Wrach (Gasej) – 2761 m
- Isworez – 2753 m
- Kaimak Tschal – 2753 m
- Todorin Wrach (Todorka) – 2746 m
- Besimenen II – 2745 m
- Banderiski Tschukar – 2731 m
- Samodiwski Wrach (Djengal) – 2730 m
- Kamenitiza – 2726 m
- Momin Dwor – 2725 m
- Glawnischki Tschukar – 2720 m
- Malka Todorka – 2712 m
- Kriwez (Tschengeltschal) – 2709 m
- Dsano – 2707 m[1]
- Disiliza – 2700 m

## Seen
Es gibt zum Anfang des Sommers 176 Trichterseen glazialen Charakters. Teilweise finden sich darin Forellen. Der höchstgelegene See ist der in 2715 m befindliche Gornoto Poleshansko Esero in der Nähe des Poleshans.

## Flora

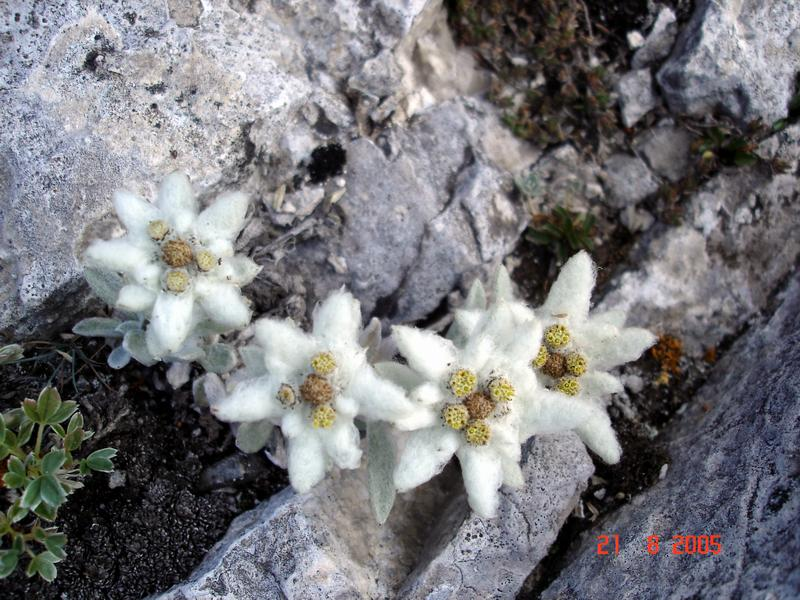
Edelweiß am Kontscheto-Pass

Das Piringebirge ist zu über 60 Prozent mit Wäldern bedeckt, die sich nach drei Höhenstufen unterscheiden lassen:
- Bis in 1400 m Höhe: Buchenmisch- und Tannenwald,
- 1400 bis 1800 m: Tannen- und Fichtenwald,
- bis 2200 m: Kiefern- und Fichtenwald

Im Pirin befindet sich neben 500 Jahre alten Schwarzkiefern auch Bulgariens ältester Baum, die auf ca. 1.300 Jahre geschätzte Bajkuschewa-Panzerkiefer. Ein Fünftel der in Bulgarien auf der Roten Liste der gefährdeten Arten befindlichen Pflanzen sind hier anzutreffen.

## Fauna
- Bär, Wolf, Luchs, Gämse, Fuchs, Dachs, Iltis, Steinmarder
- Steinadler, Turmfalke, Mauerläufer, Alpenkrähe
- Forellen (in den Seen)

## Hütten

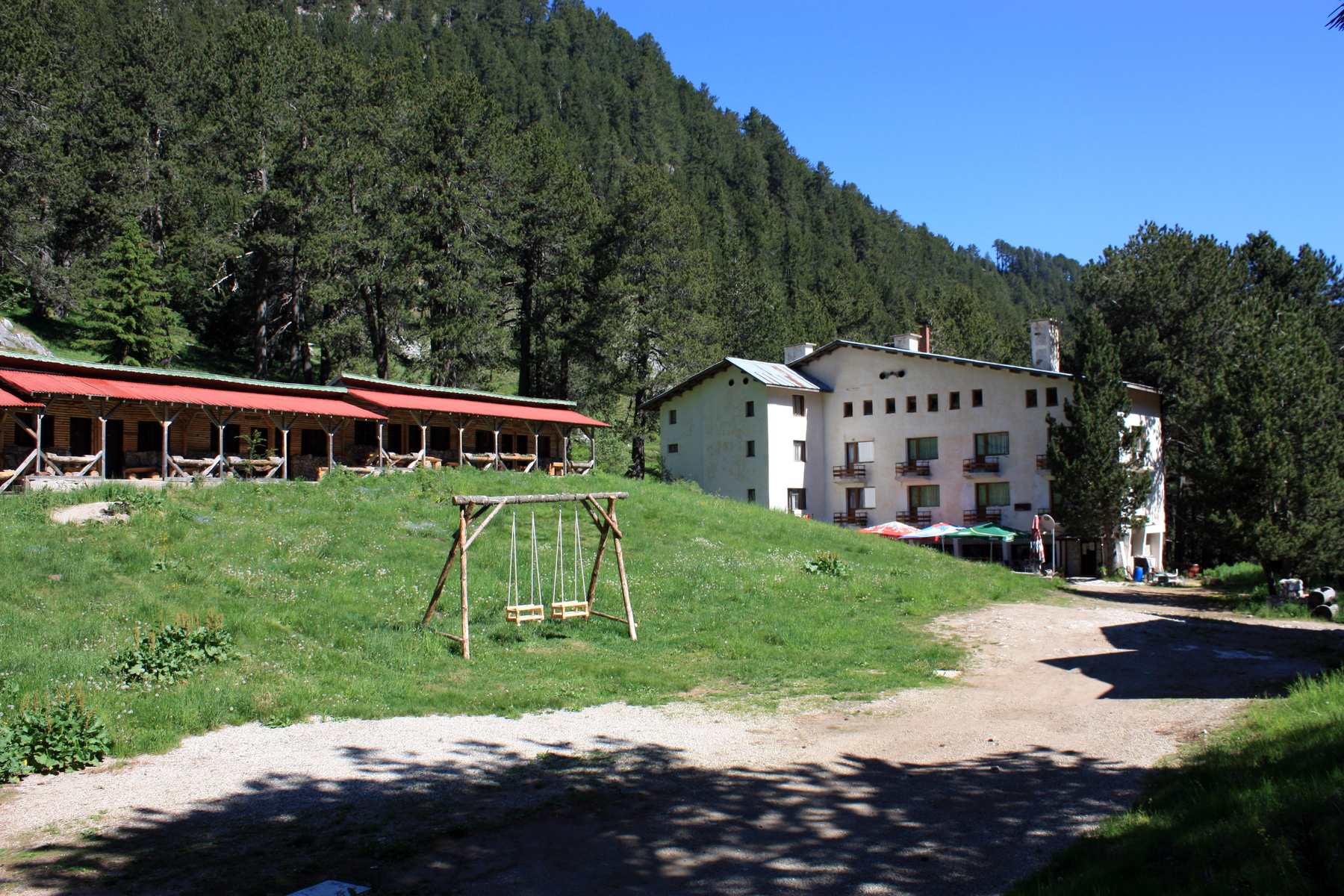
Hütte Banderitza

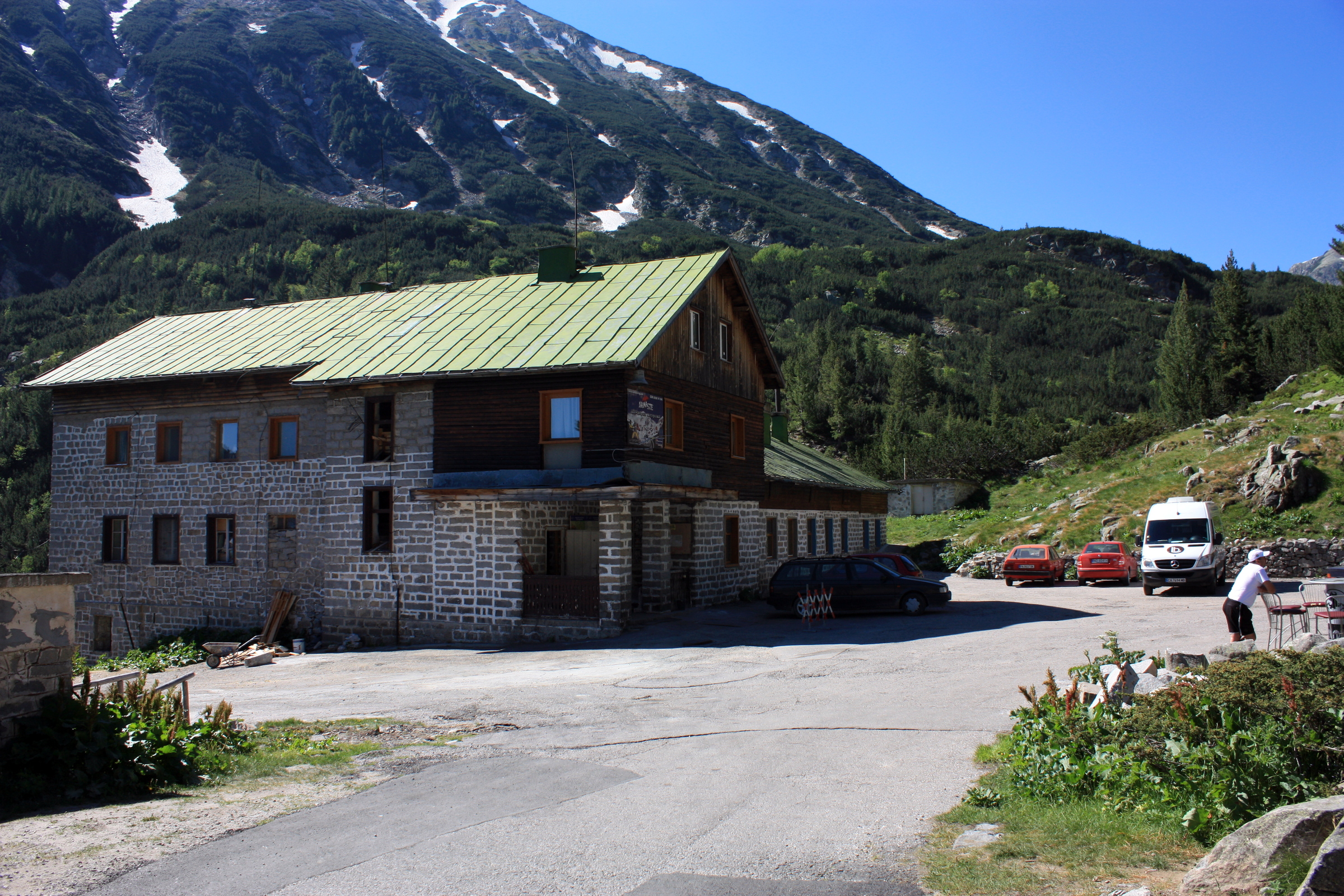
Hütte Wichren

- Pirin – 1640 m
- Javorov – 1740 m
- Banderitza – 1811 m
- Wichren – 1950 m
- Demjaniza – 1895 m
- Besbog – 2240 m
- Goze Deltschew – 1480 m
- Sinaniza – 2200 m
- Jane Sandanski – 1230 m
- Kameniza – 1750 m
- Begowiza – 1750 m
- Popowi Liwadi – 1412 m
- Tevnoto Ezero – 2510 m

## Größere Ortschaften
Am Fuß des Pirin-Gebirges liegen im Norden der Wintersport- und Höhenkurort Bansko mit seinem alpinen Skisportareal „Schiligarnika“, die Stadt Raslog, das Dorf Dobrinischte, im Südwesten nahe der griechischen Grenze der Kurort Sandanski (wärmste und sonnenreichste Stadt Bulgariens mit 25.000 Einwohnern), zwischen Pirin-Gebirge und Rhodopen die Stadt Goze Deltschew und im Süden der Weinbauort und Zentrum der nationalen bulgarischen Wiedergeburt sowie die kleinste Stadt Bulgariens, Melnik, sowie das Dorf Pirin.

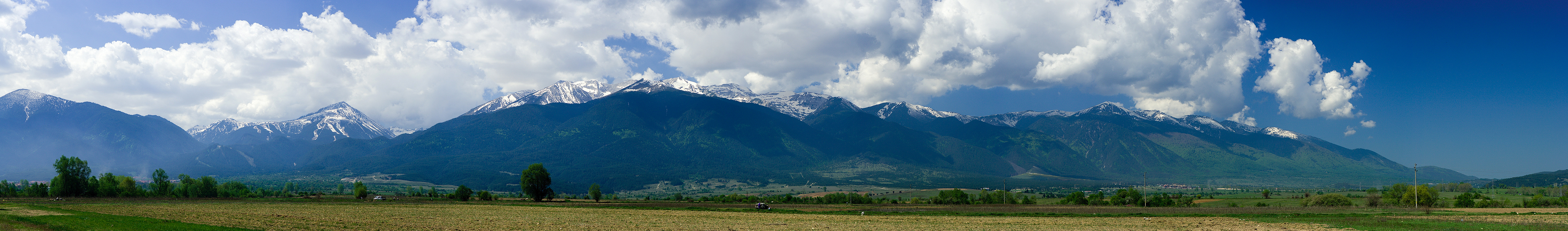
Panorama des nördlichen Pirin, von der Razloger Ebene aus gesehen